# Карелино (Арефинское сельское поселение)
В Рыбинском районе есть ещё одна деревня с таким названием, она находится в Глебовском сельском поселении.
Карелино (на топокарте Корелино) — деревня Арефинского сельского поселения Рыбинского района Ярославской области .
Деревня стоит на небольшом поле в окружении лесов, она расположена на небольшом расстоянии от левого берега реки Ухра, ниже по течению и к северо-западу от центра сельского поселения села Арефино на расстоянии около 8 км (по прямой). От Карелино на юго-восток вверх по левому берегу Ухры идёт дорога, вдоль которой на расстоянии менее километра друг от друга и от берега Ухры стоят деревни Новая Горка, Шатино и Чашково. В обратном направлении, на северо-запад эта дорога выходит на правый берег реки Морма, притока Ухры, где на удалении менее 1 км стоит деревня Крохино. Деревня имеет единственную улицу, продолжающую названную дорогу, параллельную берегу Ухры. На противоположном правом берегу Ухры стоит деревня Селища которая относится к Пошехонскому району .
Деревня Корелино обозначена на плане Генерального межевания Рыбинского уезда 1792 года.
На 1 января 2007 года в деревне Карелино числилось 5 постоянных жителей . Почтовое отделение, расположенное в центре сельского поселения селе Арефино 
обслуживает в деревне Карелино 10 домов .